# Pierre Bourdieu
Pierre Bourdieu (tiếng Pháp: [buʁdjø]; 1 tháng 8 năm 1930 – 23 tháng 1 năm 2002) là một nhà xã hội học, nhà nhân loại học, nhà triết học, và một trí thức người Pháp
Tác phẩm của Bourdieu chủ yếu nói về sự năng động của quyền lực trong xã hội, và đặc biệt là những cách thức đa dạng và tinh tế trong đó quyền lực được chuyển giao và trật tự xã hội được duy trì trong và qua nhiều thế hệ. Với ý thức trái ngược với truyền thống của triết học phương Tây, các tác phẩm của ông thường nhấn mạnh bản chất hình thể của đời sống xã hội và nhấn mạnh vai trò của thực tiễn và hiện thân trong động lực xã hội. Dựa trên lý thuyết của Martin Heidegger, Ludwig Wittgenstein, Maurice Merleau-Ponty, Edmund Husserl, Georges Canguilhem, Karl Marx, Gaston Bachelard, Max Weber, Émile Durkheim, Claude Lévi-Strauss, Erwin Panofsky, and Marcel Mauss (và nhiều người khác), nghiên cứu của ông đã đi tiên phong trong các khuôn khổ và phương pháp điều tra mới mẻ, và giới thiệu các khái niệm có ảnh hưởng như các hình thức văn hoá, xã hội và biểu tượng của vốn (trái với các hình thức kinh tế truyền thống), sự sinh sản văn hoá, thói quen, lĩnh vực hoặc địa điểm, và quyền lực hình thức. Một ảnh hưởng đáng chú ý nữa đối với Bourdieu là Blaise Pascal, với tác phẩm Pascalian Meditations đặt theo tên ông này. Những đóng góp to lớn của Bourdieu vào xã hội học về giáo dục, lý thuyết xã hội học, và xã hội học về thẩm mỹ đã đạt được ảnh hưởng rộng lớn trong một số lĩnh vực nghiên cứu liên quan (ví dụ như nhân học, nghiên cứu về văn hoá và văn hoá, giáo dục), văn hoá đại chúng và nghệ thuật.
Cuốn sách nổi tiếng nhất của Bourdieu là La Distinction: Critique sociale du jugement (1979). Cuốn sách đã được đánh giá là công trình xã hội học quan trọng thứ sáu của thế kỷ XX bởi Hiệp hội Xã hội học Quốc tế. Trong đó, Bourdieu lập luận rằng các đánh giá về những gì mình thích có liên quan đến vị trí xã hội, hoặc chính xác hơn, là những hành vi định vị xã hội. Lập luận của ông được đưa ra bởi sự kết hợp ban đầu của lý thuyết xã hội và dữ liệu từ các cuộc điều tra định lượng, hình ảnh và các cuộc phỏng vấn nhằm cố gắng giải quyết những khó khăn như làm thế nào để hiểu chủ đề trong các cấu trúc khách quan. Trong quá trình này, ông đã cố gắng điều hoà lại ảnh hưởng của cả cấu trúc xã hội bên ngoài và kinh nghiệm chủ quan về cá nhân.